# Чемпіонат УРСР з легкої атлетики 1977
Чемпіонат УРСР з легкої атлетики 1977 серед дорослих був проведений 7-10 липня у Вінниці, де визначались призери з бігу на довгі дистанції, спортивної ходьби та технічних дисциплін, та у Запоріжжі, де були розіграні медалі з дисциплін спринту, бігу на середні дистанції та бар'єрного бігу.
Чемпіонат був характерний загальним низьким рівнем результатів. У 5 видах програми переможці мали результати на рівні першого розряду, у 13 — на рівні кандидата у майстри, стільки ж виконали норматив майстра спорту, і було показано один результат майстра спорту міжнародного класу. Деякою мірою це можна було пояснити відсутністю провідних атлетів, але відставання спортсменів другого ешелону було явним.
Тетяна Пророченко повторила республіканський рекорд на 100-метрівці (11,2).
Команда Києва продемонструвала добру підготовку і набрала 412 очок. За труте і третє місця боролися збірні Дніпропетровська, Харкова та Львова. У такому порядку вони й фінішували, набравши відповідно 267,5 — 265,25,— 245,5 очка.
Республіканські чемпіонати з інших дисциплін легкої атлетики були проведені окремо.

## Призери основного чемпіонату

### Чоловіки
| Дисципліни                | Золото                               | Золото    | Срібло                                  | Срібло | Бронза                           | Бронза |
| ------------------------- | ------------------------------------ | --------- | --------------------------------------- | ------ | -------------------------------- | ------ |
| 100 метрів                | Віталій Цехович Київ                 | 10,4      |                                         |        |                                  |        |
| 200 метрів                | Віталій Цехович Київ                 | 21,6      |                                         |        |                                  |        |
| 400 метрів                | Володимир Білоконь Київ              | 47,4      | Сергій Щеголєв Дніпропетровська обл.    | 47,5   | Андрій Гиренко Львівська обл.    | 47,6   |
| 800 метрів                | Євген Волков Київ                    | 1.50,3    |                                         |        |                                  |        |
| 1500 метрів               | Микола Кривопатько Львівська обл.    | 3.47,2    |                                         |        |                                  |        |
| 5000 метрів               | Борис Оляницький Донецька обл.       | 14.17,0   |                                         |        |                                  |        |
| 10000 метрів              | Валерій Соловей Київ                 | 30.01,8   |                                         |        |                                  |        |
| 110 метрів з бар'єрами    | В'ячеслав Найденко Київ              | 13,8      | Олександр Носенко Дніпропетровська обл. |        | Сергій Оринянський Київська обл. |        |
| 400 метрів з бар'єрами    | Віктор Прокопенко Львівська обл.     | 51,3      |                                         |        | Валерій Машковський Київ         | 51,4   |
| 3000 метрів з перешкодами | Олександр Величко Закарпатська обл.  | 8.42,0    |                                         |        |                                  |        |
| 4×100 метрів              |                                      |           |                                         |        |                                  |        |
| 4×400 метрів              |                                      |           |                                         |        |                                  |        |
| Ходьба 20000 метрів       | Віктор Голов Харківська обл.         | 1:30.26,4 |                                         |        |                                  |        |
| Стрибки у висоту          | Володимир Кіба Київ                  | 2,15      |                                         |        |                                  |        |
| Стрибки з жердиною        | Микола Козлов Донецька обл.          | 5,10      |                                         |        |                                  |        |
| Стрибки в довжину         | Володимр Тимофєєв Харківська обл.    | 7,54      |                                         |        |                                  |        |
| Потрійний стрибок         | Павло Лобанов Запорізька обл.        | 16,23     |                                         |        |                                  |        |
| Штовхання ядра            | Анатолій Ярош Ворошиловградська обл. | 20,38     | Георгій Бронштейн Харківська обл.       | 19,12  |                                  |        |
| Метання диска             | Геннадій Тищенко Київ                | 58,26     |                                         |        |                                  |        |
| Метання молота            | Валентин Чумак Київська обл.         | 75,68     |                                         |        |                                  |        |
| Метання списа             | Анатолій Жеребцов Одеська обл.       | 79,98     |                                         |        |                                  |        |

### Жінки
| Дисципліни             | Золото                            | Золото  | Срібло                             | Срібло | Бронза                            | Бронза |
| ---------------------- | --------------------------------- | ------- | ---------------------------------- | ------ | --------------------------------- | ------ |
| 100 метрів             | Тетяна Пророченко Запорізька обл. | 11,2 NR | Зоя Войтенко Дніпропетровська обл. | 11,5   |                                   |        |
| 200 метрів             | Тетяна Пророченко Запорізька обл. | 23,4    | Ніна Зюськова Донецька обл.        | 24,1   |                                   |        |
| 400 метрів             | Ніна Зюськова Донецька обл.       | 53,2    | Олена Колесник Житомирська обл.    | 54,0   | Валентина Лісовська Кримська обл. | 54,8   |
| 800 метрів             | Наталія Липова Закарпатська обл.  | 2.05,6  |                                    |        |                                   |        |
| 1500 метрів            | Надія Ралдугіна Кримська обл.     | 4.22,5  |                                    |        |                                   |        |
| 3000 метрів            | Ганна Криніна Хмельницька обл.    | 9.42,4  |                                    |        |                                   |        |
| 100 метрів з бар'єрами | Людмила Шурхал Донецька обл.      | 13,5    |                                    |        |                                   |        |
| 400 метрів з бар'єрами | Олена Колесник Житомирська обл.   | 1.00,8  |                                    |        |                                   |        |
| 4×100 метрів           |                                   |         |                                    |        |                                   |        |
| 4×400 метрів           |                                   |         |                                    |        |                                   |        |
| Стрибки у висоту       | Надія Осколок Київ                | 1,88    | Тетяна Цуканова Чернівецька обл.   | 1,82   | Н. Огляр Дніпропетровська обл.    |        |
| Стрибки в довжину      | Вікторія Ковальова Донецька обл.  | 6,14    |                                    |        |                                   |        |
| Штовхання ядра         | Віра Цапкаленко Одеська обл.      | 19,06   |                                    |        |                                   |        |
| Метання диска          | Надія Хроленкова Київ             | 60,18   | Світлана Сухова Київська обл.      | 60,00  | Ніна Корсунська Одеська обл.      |        |
| Метання списа          | Наталія Хусаїнова Харківська обл. | 54,58   |                                    |        |                                   |        |

## Інші чемпіонати
- Зимові чемпіони з метальних дисциплін були визначені 8-9 лютого в Донецьку в межах програми чемпіонату УРСР в приміщенні.
- Чемпіонат УРСР з кросу був проведений 20 лютого в Євпаторії біля озера Мойнаки.
- Чемпіонат УРСР з легкоатлетичних багатоборств був проведений окремо[джерело?].
- Чемпіонат УРСР з марафонського бігу був проведений серед чоловіків 23 жовтня в Ужгороді на трасі, прокладеній Чопським шосе, зі стартом та фінішем на стадіоні «Авангард».

### Чоловіки
| Дисципліни               | Золото                              | Золото    | Срібло                        | Срібло    | Бронза                               | Бронза    |
| ------------------------ | ----------------------------------- | --------- | ----------------------------- | --------- | ------------------------------------ | --------- |
| Метання диска (зимовий)  | Віктор Журба Ворошиловградська обл. | 58,86     | А. Хороленко Запорізька обл.  | 53,28     | Геннадій Тищенко Київ                | 52,60     |
| Метання молота (зимовий) | Валентин Чумак Київ                 | 70,34     | Юрій Тамм Київ                | 66,30     | В. Третяк Запорізька обл.            | 66,00     |
| Крос 8 км                | Сергій Олізаренко Одеська обл.      | 24.31,2   |                               |           |                                      |           |
| Крос 14 км               | Василь Гумен Львівська обл.         | 43.51,4   |                               |           |                                      |           |
| Десятиборство            | Олег Руєв Дніпропетровська обл.     | 7473      |                               |           |                                      |           |
| Марафон                  | Петро Білосюк Волинська обл.        | 2:18.22,6 | Микола Ятло Миколаївська обл. | 2:19.05,0 | Олександр Стороженко Полтавська обл. | 2:19.10,0 |

### Жінки
| Дисципліни              | Золото                                 | Золото  | Срібло            | Срібло | Бронза                    | Бронза |
| ----------------------- | -------------------------------------- | ------- | ----------------- | ------ | ------------------------- | ------ |
| Метання диска (зимовий) | Надія Мартинчук Ворошиловградська обл. | 58,92   | В. Кузьменко Київ | 56,40  | В. Попова Запорізька обл. | 51,26  |
| Крос 2 км               | Н. Дорошенко Київ                      | 6.33,0  |                   |        |                           |        |
| Крос 3 км               | І. Матова Київ                         | 10.11,4 |                   |        |                           |        |
| П'ятиборство            | Надія Ткаченко Донецька обл.           | 4604    |                   |        |                           |        |